# Swertia obtusa
Swertia obtusa är en gentianaväxtart som beskrevs av Carl Friedrich von Ledebour. Swertia obtusa ingår i släktet Swertia och familjen gentianaväxter. Utöver nominatformen finns också underarten S. o. quingheensis.